# امپراتور تاکاکورا
امپراتور تاکاکورا (به ژاپنی: 高 仓 天皇)، (زاده: ۲۰ سپتامبر ۱۱۶۱، درگذشت: ۳۰ ژانویه ۱۱۸۱)، که به ژاپنی تاکاکورا تننو خوانده می‌شود، هشتادمین امپراتور ژاپن بود، که بر طبق نظم سنتی جانشینی، به امپراتوری این سرزمین رسید. سلطنت او از سال ۱۱۶۸ تا ۱۱۸۰ به طول انجامید. مادر وی تایرا نو شیگه‌کو از خاندان تایرا و خواهر تایرا نو توکیکو بود. دایی وی تایرا نو توکی‌تادا نیز از سیاستمداران پرقدرت دوره هی‌آن بود.
وی با دختر خالهٔ خود تایرا نو توکوکو، فرزند تایرا نو توکیکو و تایرا نو کیوموری ازدواج کرد و به زودی پس از تولد پسرش، تحت فشار قرار گرفت تا از سلطنت کناره‌گیری کند. پس از کناره‌گیری وی پسر دو ساله‌اش امپراتور آنتوکو و نوهٔ تایرا نو کیوموری امپراتور ژاپن شد.